# Battaglia di Anghiari (Leonardo)

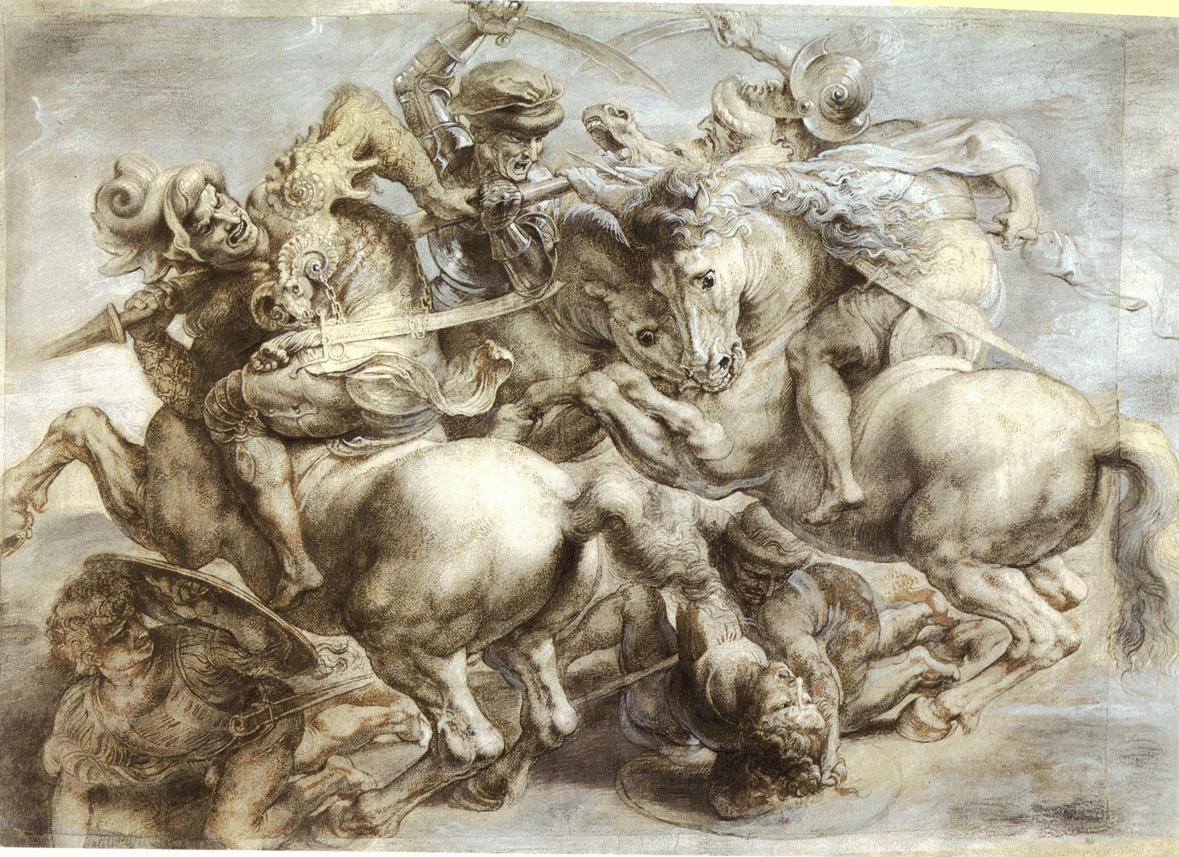
Copia di Paul Rubens della parte centrale del dipinto

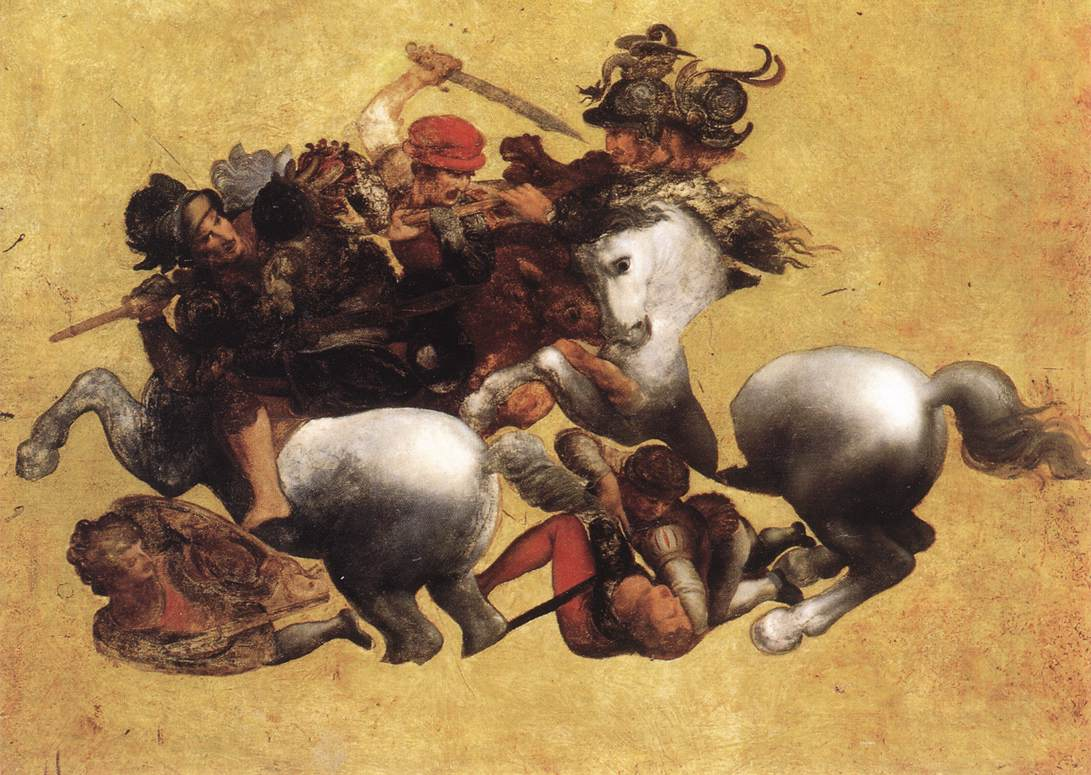
Copia detta Tavola Doria

La Battaglia di Anghiari era una pittura murale di Leonardo da Vinci, databile al 1503-1504 e già commissionata per il Salone dei Cinquecento (allora detto "Sala del Gran Consiglio") di Palazzo Vecchio a Firenze. 
A causa dell'inadeguatezza della tecnica, il dipinto subì danni e non è certo che i suoi resti fossero stati lasciati in loco, incompiuti e mutili; circa sessant'anni dopo, la decorazione del salone venne rifatta da Giorgio Vasari; non si conosce se all'epoca fossero ancora presenti i frammenti leonardiani o se l'architetto aretino li abbia distrutti. Alcuni sostengono che li abbia nascosti sotto un nuovo intonaco o una nuova parete: ricerche e 'saggi' finora condotti non hanno sciolto il mistero. 
Nel mese di ottobre 2020, dopo anni di ricerche, viene reso noto che probabilmente Leonardo si fermò alla delicata fase preparatoria del muro, non portata a termine per motivi tecnici, senza mai iniziare la pittura vera e propria.

## Storia
Nell'aprile del 1503 Pier Soderini, gonfaloniere a vita della rinata Repubblica fiorentina, affidò a Leonardo, da qualche anno tornato in città dopo il lungo e prolifico soggiorno milanese, l'incarico di decorare una delle grandi pareti del nuovo Salone dei Cinquecento in Palazzo Vecchio. Si trattava di un'opera grandiosa per dimensioni e per ambizione, a cui avrebbe atteso nei mesi successivi, e che l'avrebbe visto faccia a faccia con il suo collega e rivale Michelangelo, a cui era stato commissionato un affresco gemello su una parete vicina, la Battaglia di Càscina (29 luglio 1364, contro i Pisani).
La scena affidata a Leonardo invece era la battaglia di Anghiari, cioè un episodio degli scontri tra esercito fiorentino e milanese del 29 giugno 1440; nel complesso la decorazione doveva quindi celebrare il concetto di libertas repubblicana, attraverso le vittorie contro nemici e tiranni.
Dopo un viaggio a Pisa nel luglio, Leonardo iniziò infine a progettare il grande dipinto murale che, come per altre sue opere, non sarebbe stato un affresco, ma una tecnica che permettesse una gestazione più lenta e riflessiva, compatibilmente col suo modus operandi. Dalla Historia naturalis di Plinio il Vecchio recuperò l'encausto, che adattò alle sue esigenze.
Per ragioni diverse nessuna delle due pitture murali venne portata a termine, né si sono conservati i cartoni originali, anche se ne restano alcuni studi autografi e copie antiche di altri autori.
In particolare, stando ad alcune fonti, Leonardo avrebbe iniziato a mettere in opera il suo dipinto dopo molti studi e tentativi, ma come nel caso dell'Ultima Cena anche questa scelta tecnica si rivelò drammaticamente inadatta quando era ormai troppo tardi. L'artista avrebbe predisposto due enormi pentoloni carichi di legna che ardeva e, dopo averli fatti issare mediante un sistema di impalcature e carrucole, li punto' direttamente contro la pittura, cosi' da essiccare il colore appena steso mediante l'altissima temperatura generata dal fuoco (nei manoscritti di Leonardo compaiono diversi studi che mostrano l'esecuzione di questa tecnica). La vastità dell'opera non permise però di raggiungere una temperatura sufficiente a far essiccare i colori, che colarono sull'intonaco, rovinando irrimediabilmente la porzione di dipinto appena realizzata. Nel dicembre 1503 l'artista avrebbe dunque interrotto il trasferimento del dipinto dal cartone alla parete, frustrato dall'insuccesso.
Paolo Giovio afferma di aver ammirato i resti del dipinto e ne lascia una viva descrizione nella sua vita di Leonardo: «Nella sala del Consiglio della Signoria fiorentina rimane una battaglia e vittoria sui Pisani, magnifica ma sventuratamente incompiuta a causa di un difetto dell'intonaco che rigettava con singolare ostinazione i colori sciolti in olio di noce. Ma il rammarico per il danno inatteso sembra avere straordinariamente accresciuto il fascino dell'opera interrotta».
Studi più recenti hanno verificato la poca attendibilità dell'Anonimo Gaddiano (E. Carrara 2019), ipotizzando contestualmente che Leonardo non abbia mai realizzato nemmeno una parte iniziale della sua opera (Bellucci, Frosinini 2019). Di conseguenza, le fonti antiche che riportano informazioni sulla sopravvivenza del dipinto potrebbero in realtà aver visto una larga porzione del cartone di Leonardo, parzialmente colorato e applicato sul muro dopo che l'artista aveva abbandonato l'impresa; dell'esistenza del cartone, in dimensioni 1:1 rispetto all'opera da realizzare, esiste copiosa documentazione (Bambach, 2000), così come del fatto che la repubblica fiorentina se ne fosse assicurata il possesso, in previsione dell'allontanamento di Leonardo (Frosinini, 2015).
Tra le migliori copie tratte dal cartone di Leonardo c'è quella di Rubens, oggi al Louvre. Perduto anche il cartone, le ultime tracce dell'opera furono probabilmente coperte nel 1557 dagli affreschi del Vasari.

### Le copie
Malgrado il tentativo fallito e l'impossibilita' di determinare se (e fino a che punto) Leonardo avesse iniziato a dipingere l'opera sulla parete della sala, è comunque plausibile che quantomeno il cartone preparatorio della Battaglia di Anghiari rimase esposto a Palazzo Vecchio per diversi anni; molti artisti infatti lo videro, dando testimonianza della sua esistenza, e alcuni lo riprodussero.
Fra le repliche più pregevoli dell'opera perduta di Leonardo si cita in particolare quella di Rubens; questi realizzò in effetti una copia della sola parte centrale del dipinto, basandosi sul cartone originale o su una copia di quest'ultimo (ammesso che una parte del dipinto sia stata effettivamente realizzata da Leonardo, Rubens di certo non ebbe mai modo di vederla, essendo nato nel 1577, quando la profonda ristrutturazione di Giorgio Vasari era già stata messa in opera). Il dipinto di Rubens offre un'idea abbastanza chiara dell'impostazione generale dell'opera di Leonardo.

### Sulla eventuale sopravvivenza della pittura
Il Salone dei Cinquecento di Palazzo Vecchio, che allora era la Sala del Maggior Consiglio della Repubblica di Firenze, è la più grande sala per la gestione del potere mai realizzata in Italia. Oggi è lunga 54 metri e alta 18, ma ai tempi di Leonardo era molto diversa: era più spartana e meno decorata. Fu il Vasari a trasformarla su richiesta di Cosimo I de' Medici: per accentuare l'imponenza della sala, la raccorciò e l'innalzò di ben 7 metri, su consiglio dell'anziano Michelangelo. In alto fece realizzare il soffitto dorato a cassettoni su cui si scorge il trionfo di Cosimo, il nuovo sovrano di Firenze, e la sottomissione della città e dei quartieri. Ai lati dipinse sei affreschi, simbolo della potenza dei Medici: da una parte la presa di Siena e dall'altra la sconfitta di Pisa.
Tutte queste modifiche potrebbero aver distrutto il capolavoro di Leonardo, ma è anche vero che il Vasari aveva una grande ammirazione per Leonardo e che forse non avrebbe osato distruggere una sua opera. Si può citare il caso emblematico e per certi versi analogo della Trinità di Masaccio in Santa Maria Novella: nonostante l'opera fosse da Vasari ampiamente lodata nelle Vite, egli, chiamato ad aggiornare la decorazione della chiesa, non esitò a coprire l'affresco con un altare moderno e una nuova pala; l'opera non fu però distrutta, infatti fu possibile recuperarla nel 1860.
Si può, quindi, supporre che Vasari abbia tentato, in qualche modo, di mantenere il dipinto, forse ricoprendolo. Indagini termografiche hanno rivelato che sulla parete ovest, quella che rappresenta la sconfitta dei Pisani, un tempo dovevano esserci quattro enormi finestre, oggi murate: alcuni studiosi, quindi, ritengono che Leonardo non avesse potuto dipingere su questa parete, date le dimensioni, ma piuttosto sulla parte est dove, invece, le aperture erano solo due.
Il Vasari è molto chiaro nei suoi scritti: il lato sinistro della parete era riservato a Michelangelo, quello destro a Leonardo e, considerando tutte le modifiche che ha subito la sala, alcuni studiosi ritengono che il nucleo del dipinto probabilmente si trova nella zona sopra la porta di sud-est. Su questa zona della parete sono stati fatti dei saggi esplorativi ed è emerso, al suo interno, un secondo muro. I sondaggi però non hanno ancora permesso di sapere se le due pareti sono appoggiate l'una all'altra oppure se è stato lasciato un piccolo spazio vuoto, un'intercapedine, che proteggerebbe, occultandoli alla vista, i resti del dipinto leonardiano. I risultati di un'indagine compiuta da un'équipe del National Geographic, guidata dall'ingegner Maurizio Seracini, direttore del Center of Interdisciplinary Science for Art, Architecture and Archaeology di San Diego, i cui risultati sono stati resi pubblici nel marzo 2012, sembrano aver rivelato tracce di pigmenti sottostanti l'affresco vasariano, compatibili con colori usati da Leonardo in altre opere. Tuttavia molti studiosi sono scettici a tale riguardo e ritengono che si debba procedere ad analisi più approfondite. L'ipotesi, ma soprattutto il desiderio, che una così grande opera, anche se non riuscita, ma così carica di storia, ci sia ancora e che magari si trovi solo a poche decine di centimetri dall'osservatore, scatena le fantasie di molti ricercatori.

### Cerca Trova
Un ulteriore particolare che ha acceso diverse fantasie deriva proprio dall'affresco del Vasari dedicato alla Vittoria di Cosimo I a Marciano in val di Chiana, nello stesso salone: fra le molte bandiere verdi dipinte ve n'è una che reca una scritta in bianco «CERCA TROVA». La scritta, che è difficilmente leggibile da un osservatore perché si trova molto in alto, è contemporanea al dipinto, e ciò fa presupporre che sia stata apposta dallo stesso Vasari, e stranamente non segue le pieghe della bandiera.
Successivamente due studiosi (A. Musci e A. Savorelli), ricostruendo il tema della fortuna e della damnatio della più antica insegna fiorentina (Libertas) nel ciclo pittorico ideato dal granduca Cosimo I de' Medici e da Vincenzo Borghini nel Salone dei Cinquecento, spiegano il «CERCA TROVA» come allusione a un verso dantesco [«Libertà va cercando, ch'è sì cara come sa chi per lei vita rifiuta" (Purgatorio, I, vv. 70-72)] presente su otto bandiere verdi portate in battaglia dai "fuorusciti" fiorentini.
Un'altra ipotesi invece è che il vessillo è, sì, nella parete su cui doveva essere la Battaglia di Anghiari ma, come è stato recentemente dimostrato, si tratta del motto di un condottiero coinvolto nello scontro rappresentato dal Vasari.

## Descrizione e stile

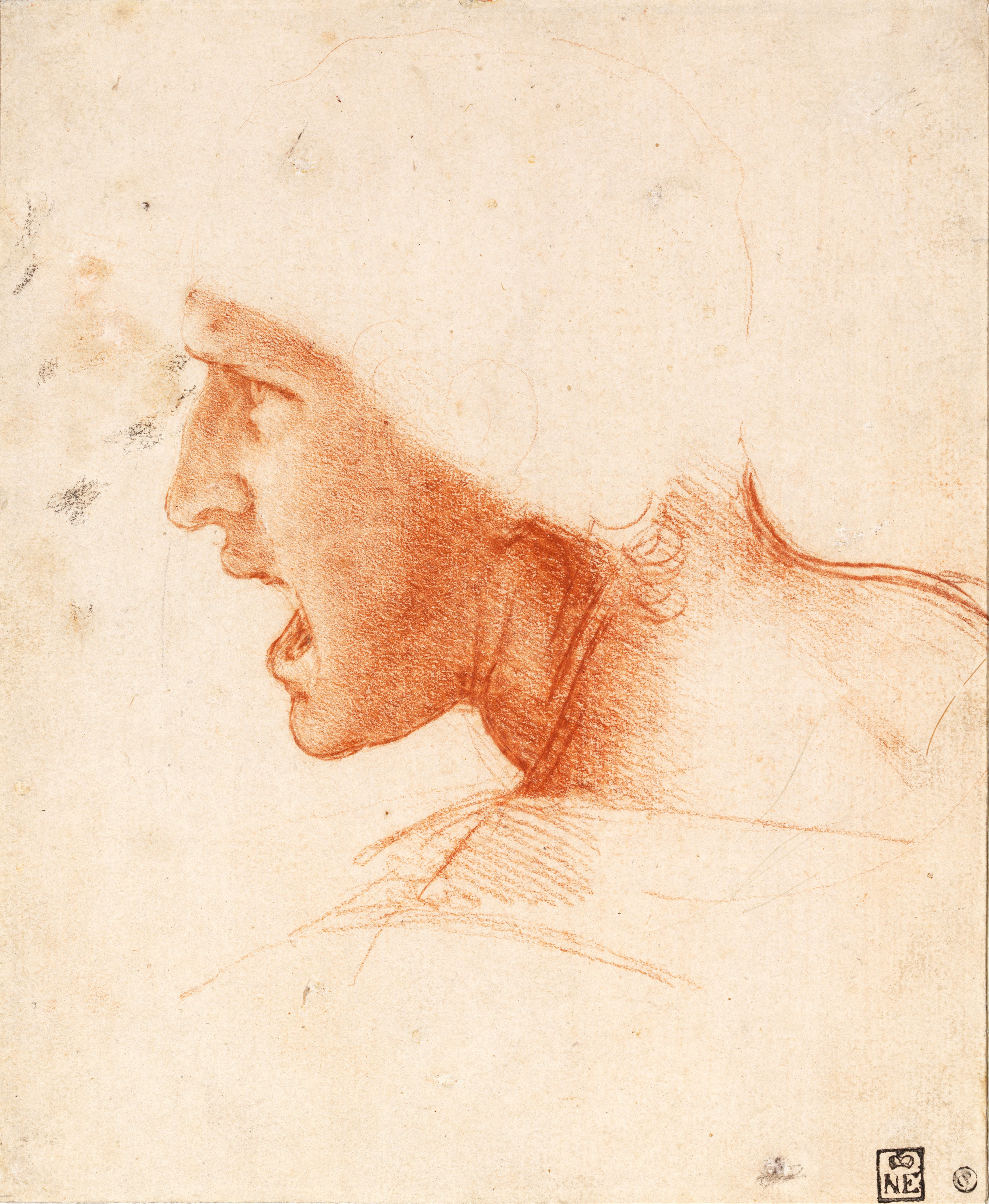
Studio per la Battaglia di Anghiari

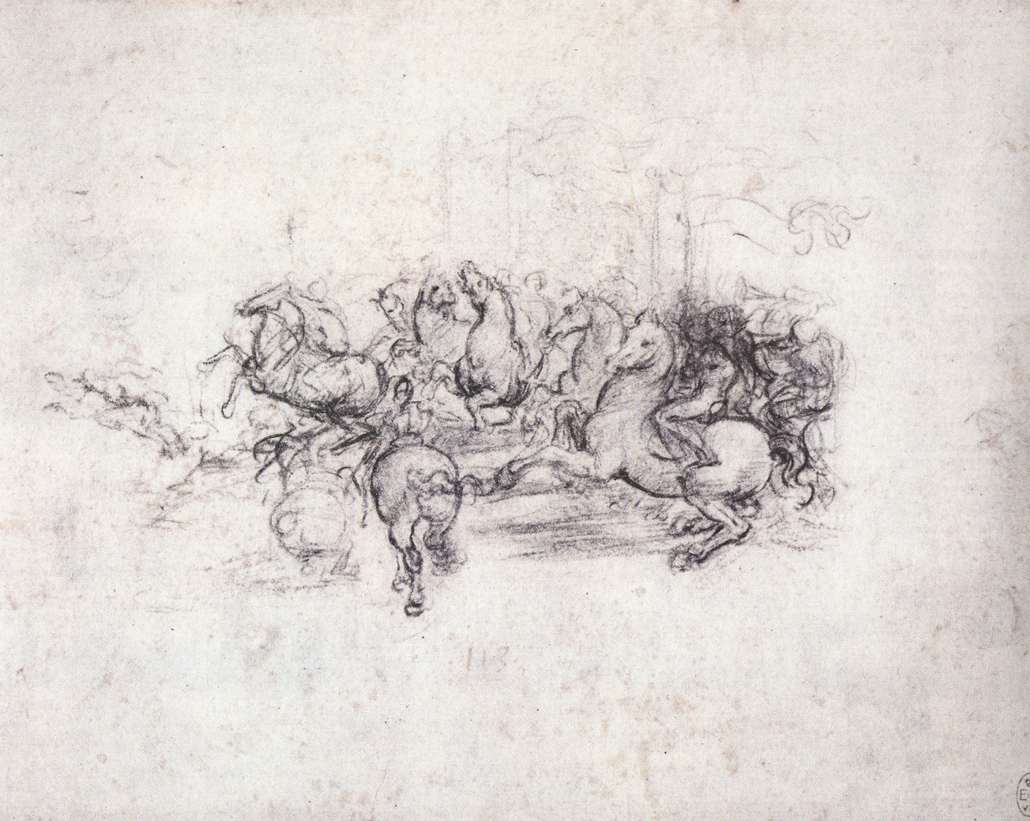
Studio per un gruppo di cavalieri per lo sfondo della Battaglia di Anghiari

A differenza delle precedenti rappresentazioni di battaglie, Leonardo compose i personaggi come un turbine vorticoso, che ricordava le rappresentazioni delle nubi in tempesta.
L'affresco rappresentava cavalieri e cavalli animati in una zuffa serrata, contorti in torsioni ed eccitati da espressioni forti e drammatiche, tese a rappresentare lo sconvolgimento della "pazzia bestialissima" della guerra, come la chiamava l'artista. I personaggi della scena, infatti, lottano instancabilmente per ottenere il gonfalone, simbolo della città di Firenze. Quattro cavalieri si stanno contendendo la massiccia asta: quello in primo piano la prende di schiena torcendosi animatamente, quelli centrali si scontrano direttamente sguainando le spade, mentre i loro cavalli sbattono il muso l'uno con l'altro; un ultimo si scorge appena in secondo piano, col cavallo che spalanca il morso come a strappare l'estremità dell'asta.
Tre fanti si trovano in terra, atterrati e colpiti dagli zoccoli dei cavalli: due al centro, uno sopra all'altro, e uno in primo piano, che cerca di coprirsi con uno scudo.
La scena riflette il pensiero dell'artista fondato su una visione pessimistica dell'uomo, che deve lottare per vincere le proprie paure. Shearman parla di "un livello mai sognato di energia e violenza" per la pittura storica.

## La tecnica
Si legge, infatti, dal biografo Anonimo Gaddiano (Cod. Magliab. XVII, 17, Biblioteca Nazionale Centrale di Firenze):
La tecnica dell'encausto richiede infatti una fonte di calore molto forte per fissare i colori sulla parete ma su un'opera di quelle dimensioni era molto difficile da utilizzare perché era praticamente necessario accendere degli enormi bracieri a poca distanza dal dipinto in modo da asciugare molto rapidamente la parete dipinta. Leonardo ci provò, ma i suoi assistenti li accesero solo in corrispondenza della parte inferiore, con il risultato che i colori posti più in alto si sciolsero immediatamente.
La descrizione della tecnica data dall'Anonimo Gaddiano è stata ripetutamente messa in discussione, sia per la poca attendibiltà della fonte (E. Carrara, 2019) che dal punto di vista della lettura dei documenti sopravvissuti circa i materiali forniti a Leonardo (Bellucci, Frosinini, 2019), che per comparazione con L'Ultima Cena, dipinta da Leonardo a Milano (Matteini, 2019).

## Galleria d'immagini
Repliche

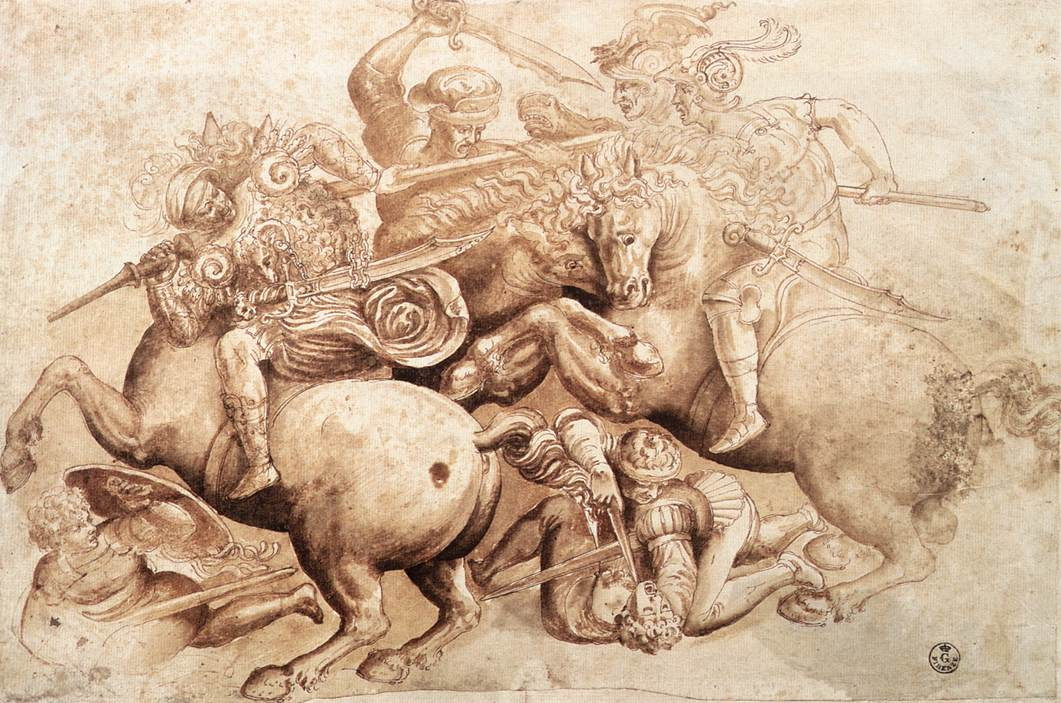
Anonimo, Gabinetto dei disegni e delle stampe, Firenze
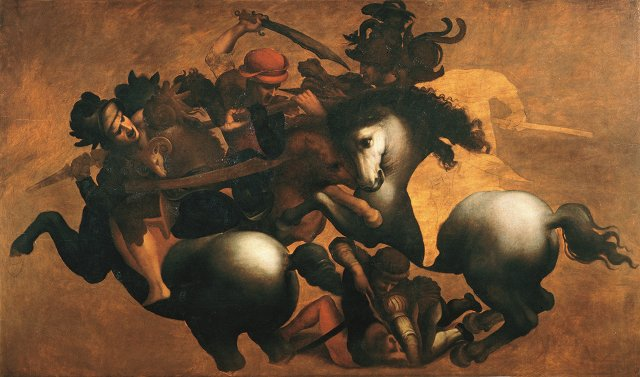
Anonimo, Palazzo Vecchio, Firenze
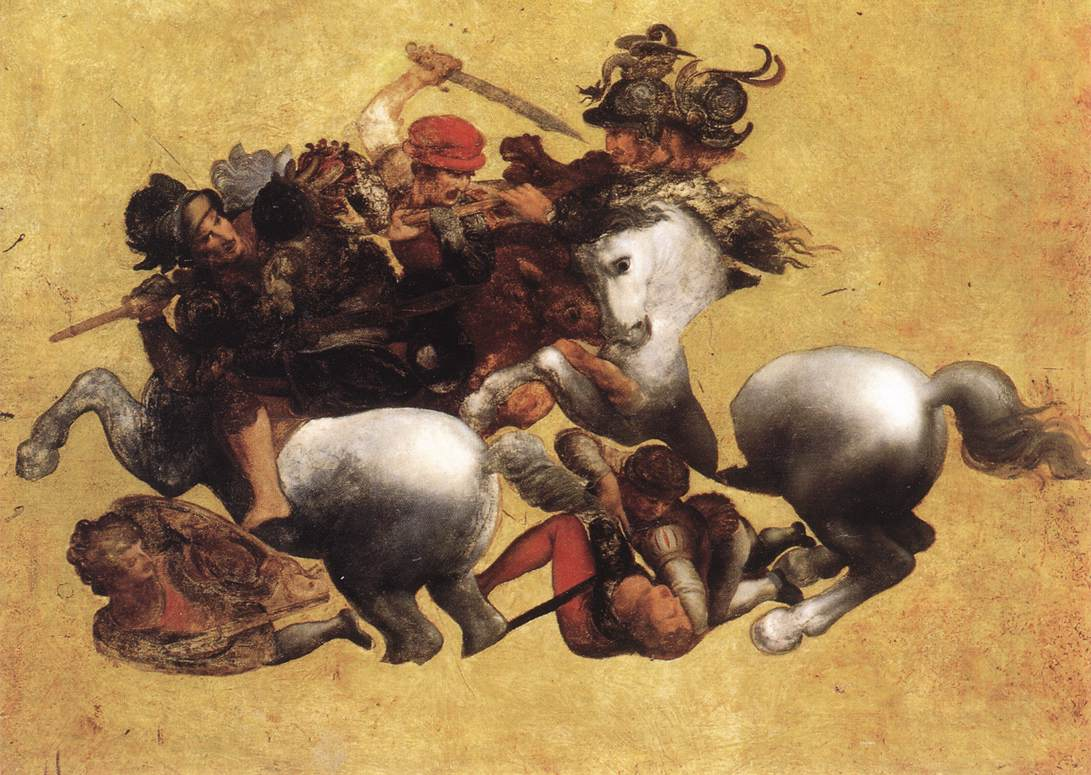
Anonimo, Tavola Doria, Fuji Art Museum, Tokyo
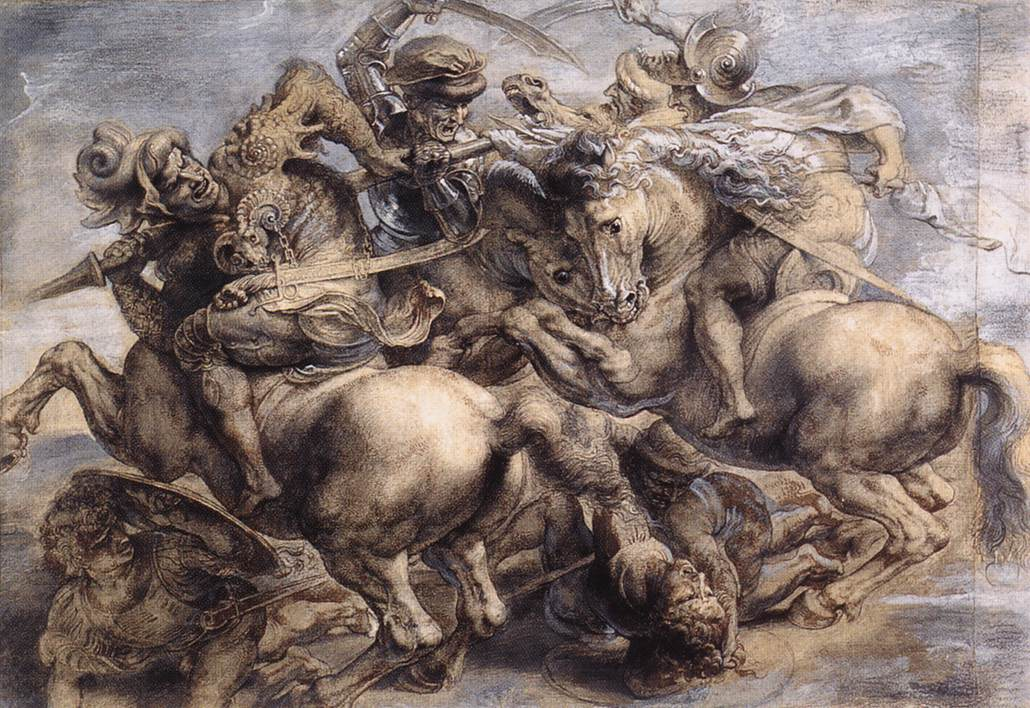
Rubens, Museo del Louvre

Studi

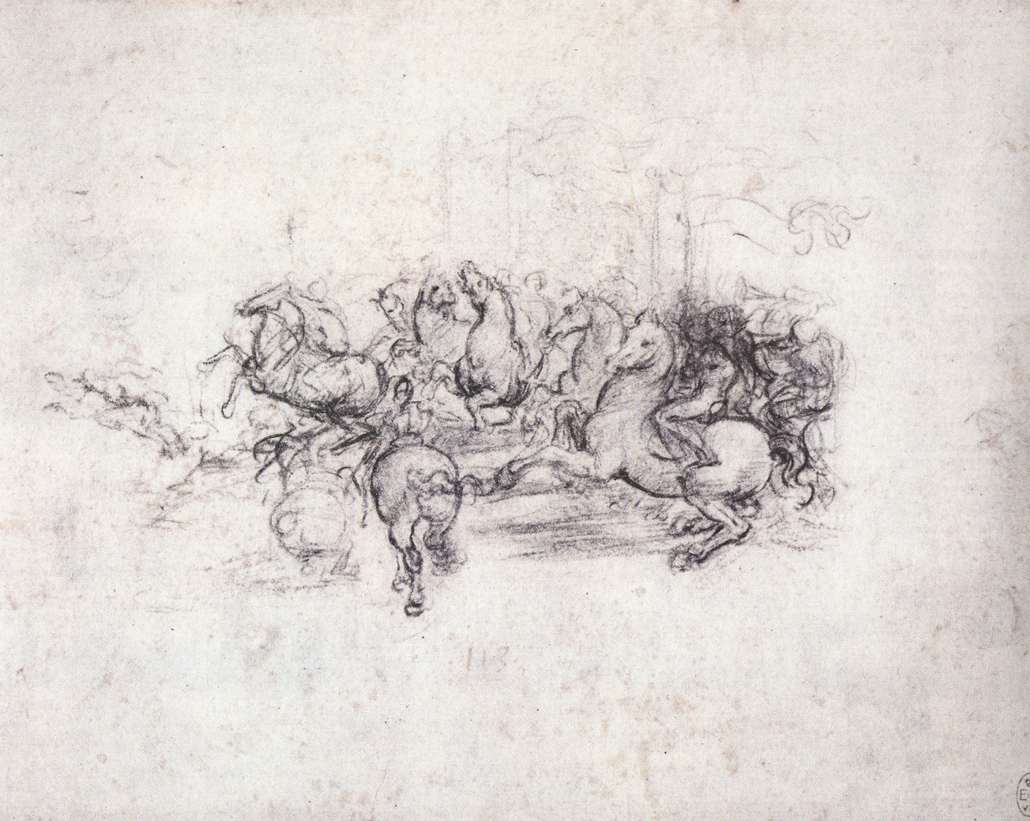
Gruppo di cavalieri
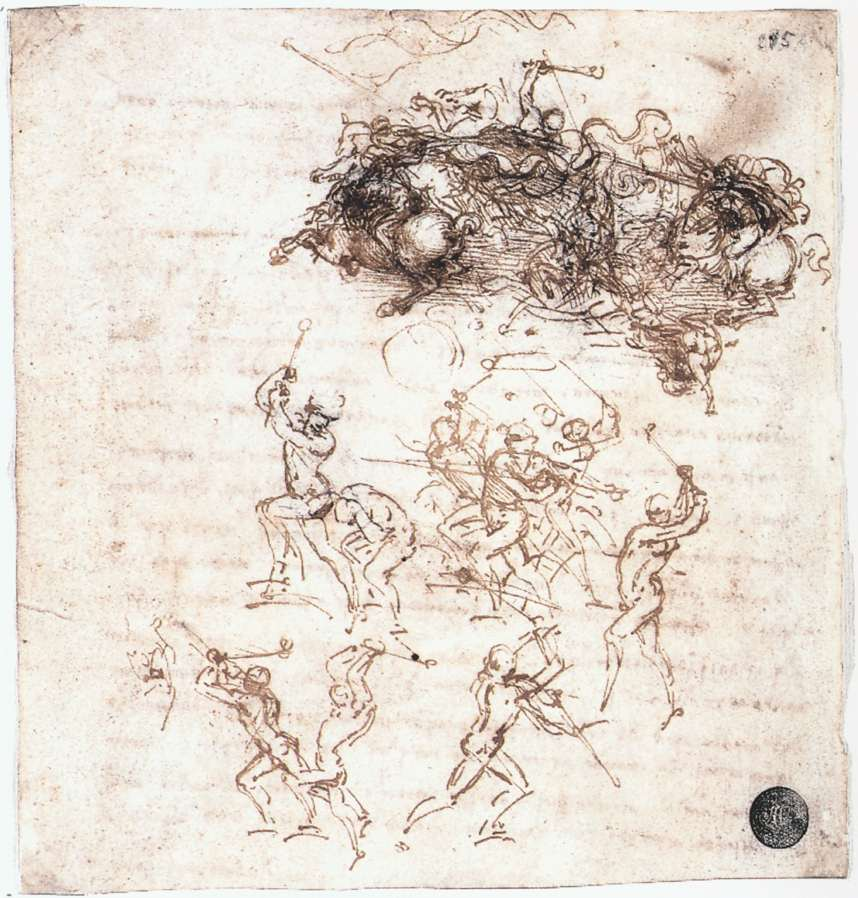
Gruppo di cavalieri e fanti
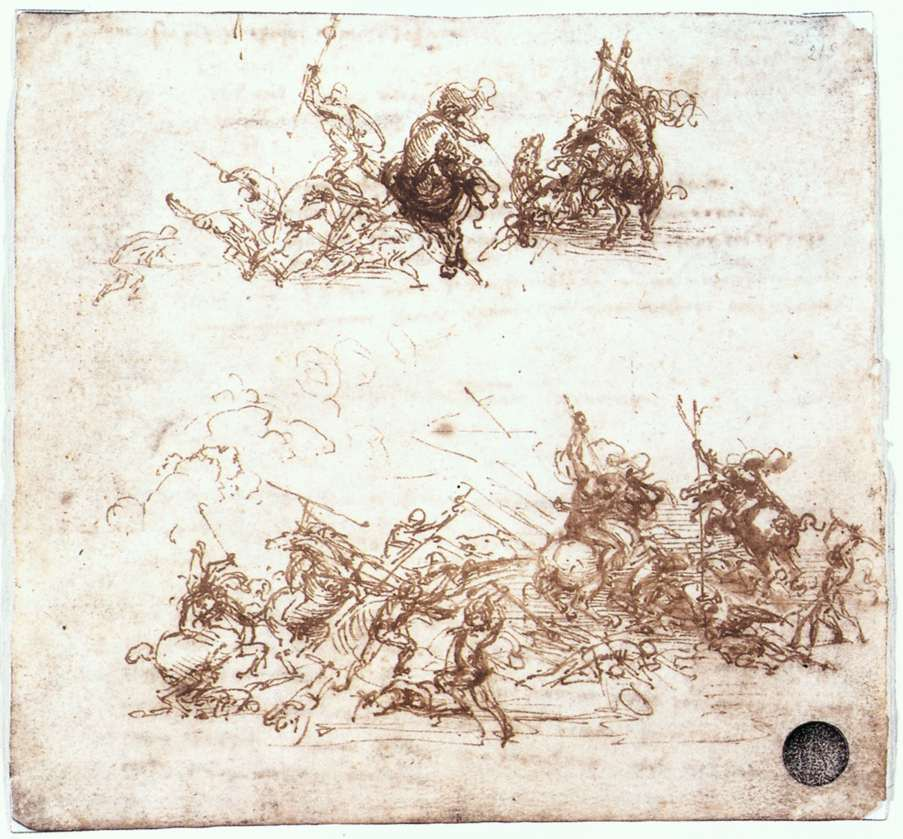
Gruppo di cavalieri e fanti
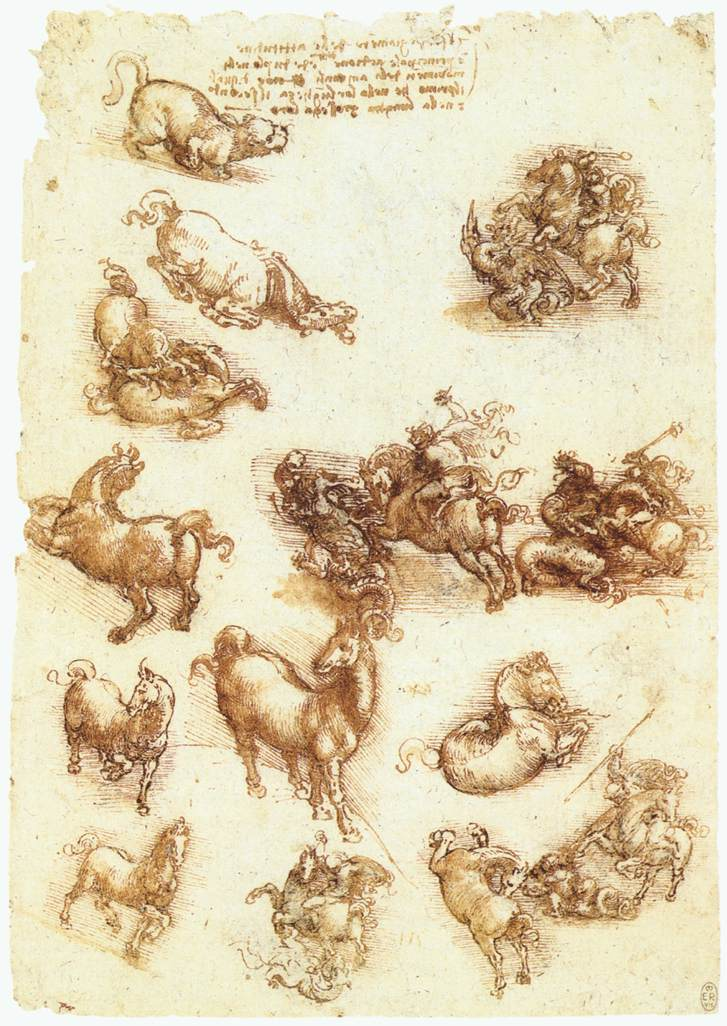
Studio di cavalli, cavalieri e fanti
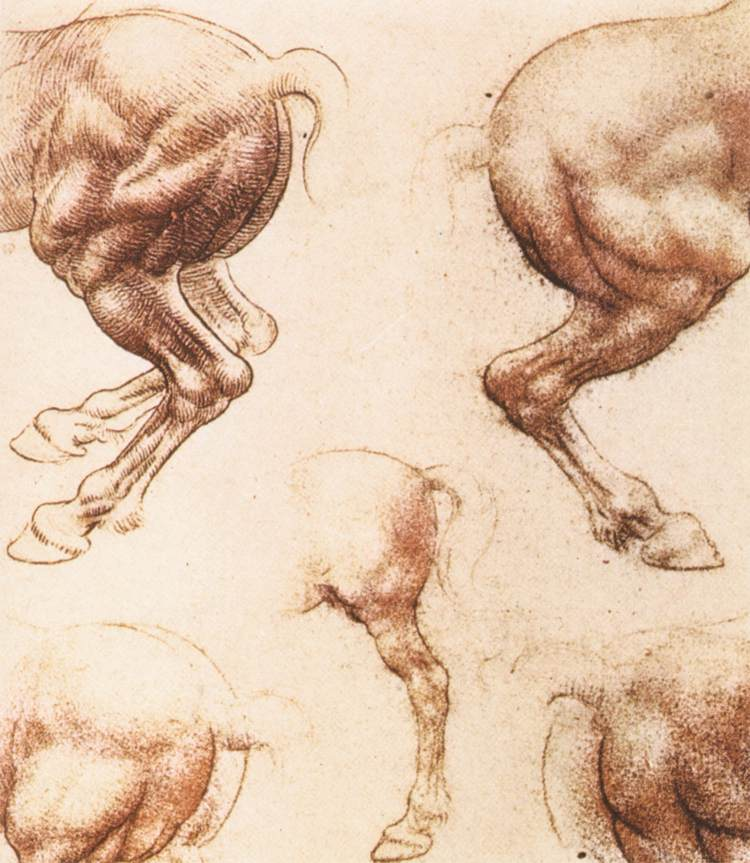
Studio di cavalli
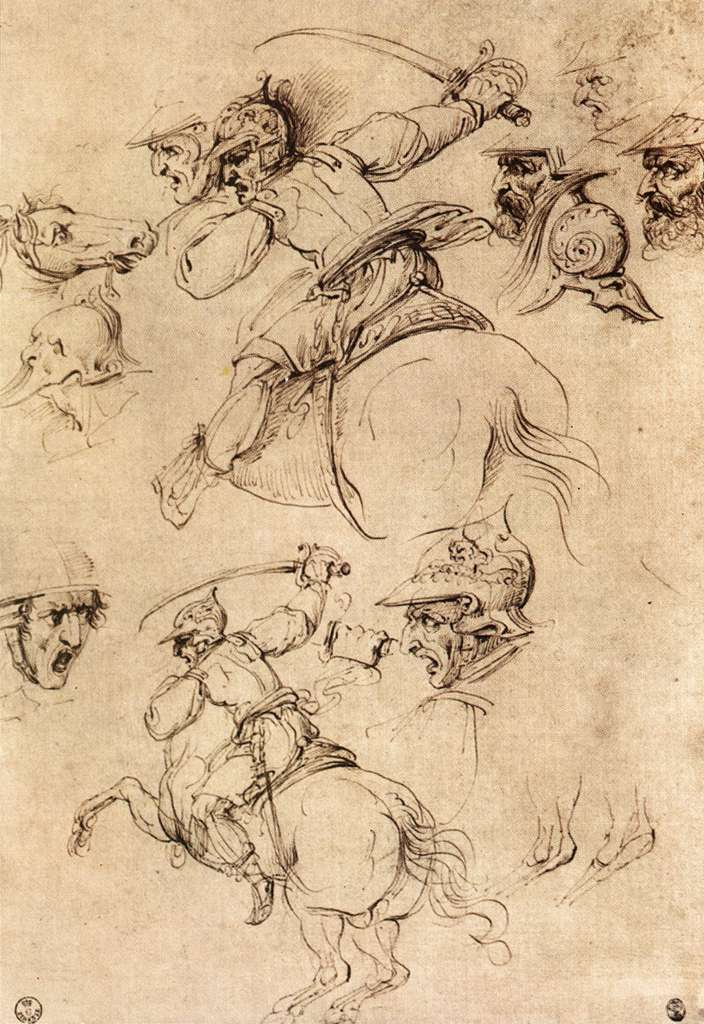
Studio di battaglia a cavallo
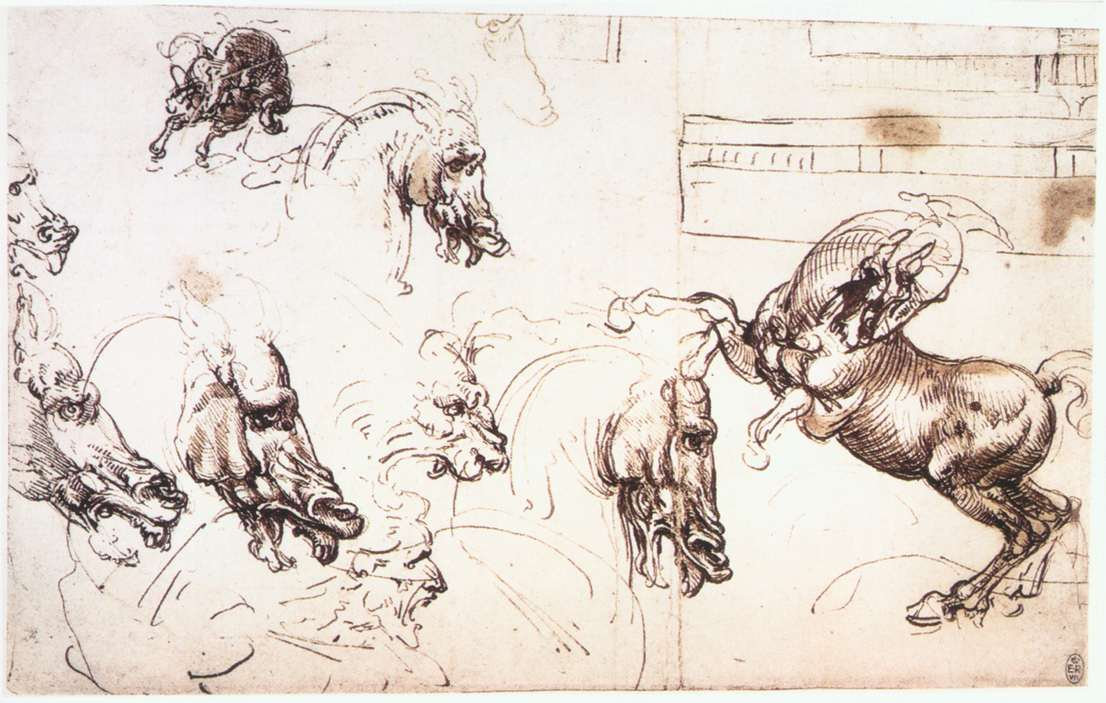
Studio di cavalli
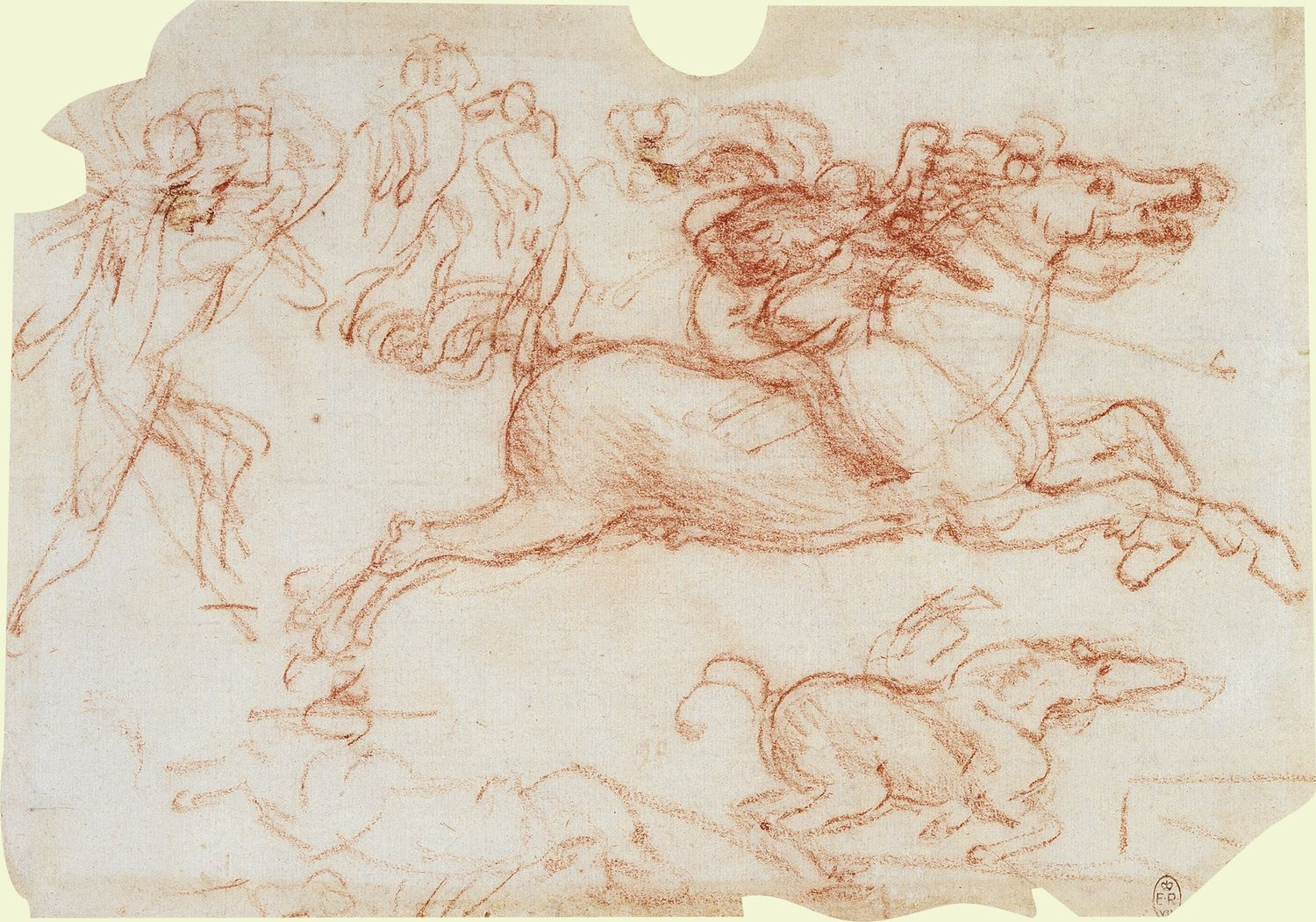
Studio di personaggi della Battaglia
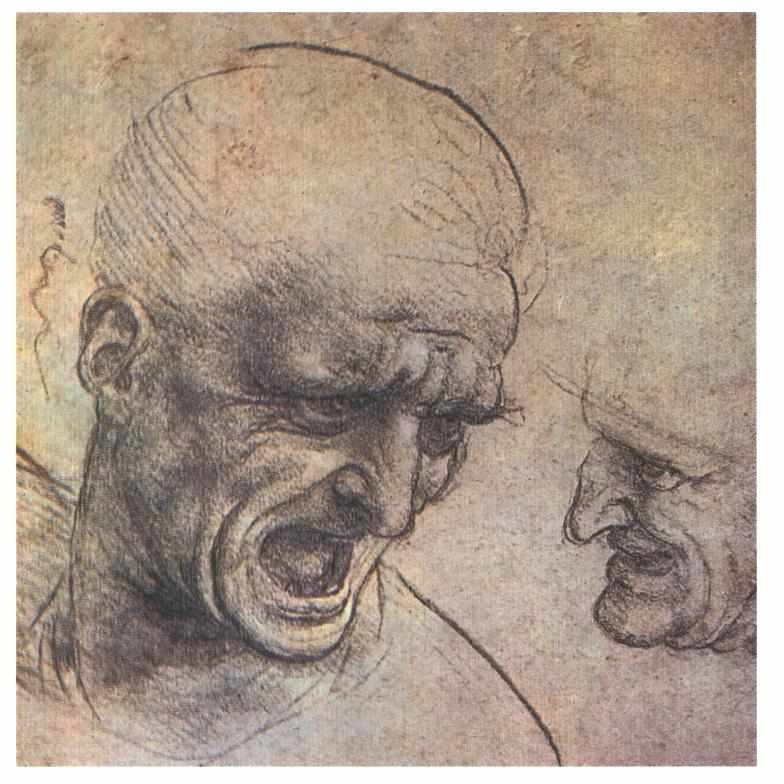
Studio di volti
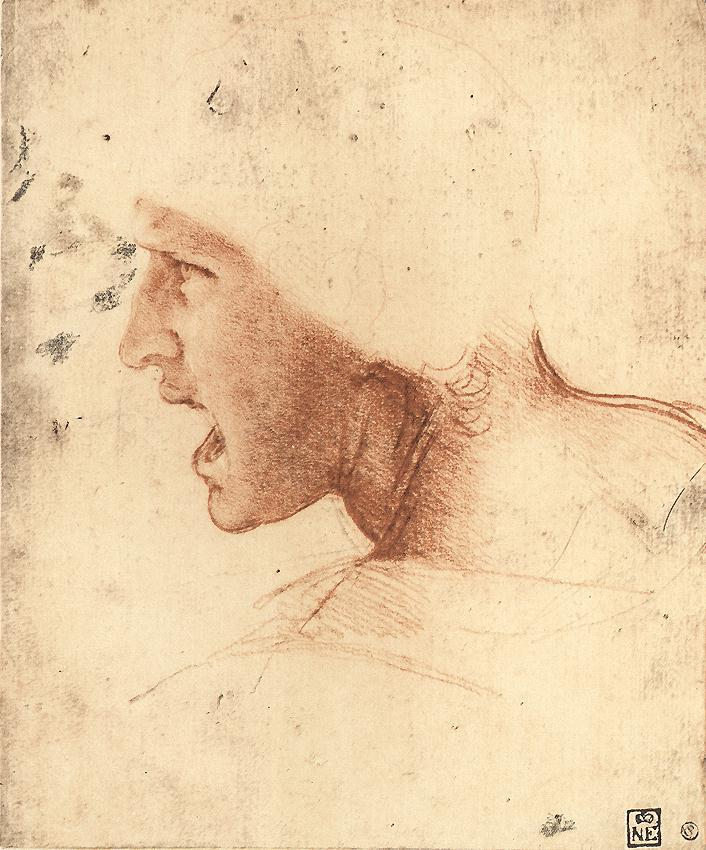
Testa di guerriero (la "Testa rossa")

Il 29 aprile 2019 il prof. Mario Taddei ha presentato nel salone dei 500 uno studio sulla ricostruzione della battaglia di Anghiari di Leonardo da Vinci. LINK al video